# Zernovói (Krasnodar)
Zernovói (del ruso: Зерновой) es un posiólok del raión de Leningrádskaya del krai de Krasnodar, en Rusia. Está situado en las tierras bajas de Kubán-Azov, 11 km al sur de Leningrádskaya y 133 km al norte de Krasnodar, la capital del krai. Tenía 49 habitantes en 2010.
Pertenece al municipio Pervomáiskoye.